# スタニスワフ・プシビシェフスキ
スタニスワフ・プシビシェフスキ（Stanisław Przybyszewski ポーランド語発音: [staˈɲiswaf  pʂɨbɨˈʂɛfskʲi], 1868年5月7日 - 1927年11月23日）は、ポーランドの詩人、小説家、劇作家である。デカダン派、自然主義文学に属し、戯曲は象徴主義の流れをくんでいる。ドイツ語とポーランド語で執筆を行った。

## 生涯
プシビシェフスキは、1868年、プロイセン王国クルーシュヴィッツ近くのロードルフ（現在のポーランド・クルシュビツァ近くのウォイェボ）で生まれた。父ユゼフは教師だった。プシビシェフスキは、プロイセン領トルンにあるドイツのギムナジウムに通い、1889年卒業した。その後ベルリンに向かい、建築と薬学を学んだ。その時、フリードリヒ・ニーチェやサタニズムの思想に影響され、ボヘミアン的都市生活に惑溺した。
ベルリンでは、マルタ・フェルダー（Martha Foerder）という女性と同棲したが、1893年8月18日、ダグニー・ユールと結婚した。マルタとの間には、同棲中に2人の子、ダグニーと結婚した後に1人の子が生まれている。1893年から1898年までは、ベルリンや、ダグニーの故郷であるノルウェーのコンスビンゲルで過ごした。ベルリン滞在中は、「黒仔豚亭」で、芸術家らのサークルと交流した。その中には、ヨハン・アウグスト・ストリンドベリ、リヒャルト・デーメル、エドヴァルド・ムンクなどがいた。
1896年、彼は、内妻マルタを殺害した容疑で逮捕された。しかし、彼女が一酸化炭素中毒で死亡したことが分かり、釈放された。1898年秋、プシビシェフスキとダグニーは、クラクフに移り、革命主義の若い芸術家たちのリーダーとなり、Życie誌の編集者となった。

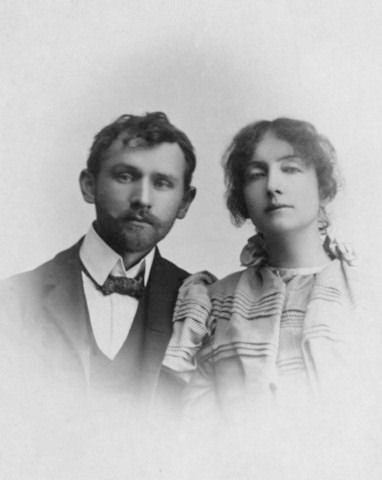
プシビシェフスキとダグニー（1897-98年頃）。

彼は、レンベルクを訪れ、詩人・劇作家ヤン・カスプロヴィチと会った。プシビシェフスキは、その妻ヤドヴィガ・ゴンソフスカ（Jadwiga Gąsowska）と不倫関係に陥った。
1899年、プシビシェフスキはダグニーを捨て、ワルシャワに家を建ててヤドヴィガと暮らし始めた。この頃、ポーランドの画家アニエラ・パヤンクフナとも関係を持ち、子供を産ませている。ダグニーはパリに戻り、1901年にトビリシで友人に殺されるという最期を迎えた。
1905年、プシビシェフスキは、ヤドヴィガとともにトルンに移り、アルコール依存症の治療を始めた。ヤドヴィガは夫との離婚が成立し、プシビシェフスキと同年4月11日に結婚した。プシビシェフスキは、この後も終生アルコール依存症と闘うことになる。
1906年、2人は、戯曲Ślubyを売った資金でミュンヘンに移った。第1次世界大戦中、短期間チェコのボヘミア地方で暮らしたが、1919年、独立を果たしたポーランドに移った。1917年から1918年にかけて、ポズナンでZdrój誌に寄稿した。
ポズナンで、彼は劇場の監督の仕事に応募したが、彼が戦争中にドイツの政治機関紙で働いていたことが原因で、認められなかった。郵便局で、ドイツ語の翻訳者の職を得た。1920年には、自由都市ダンツィヒ（現グダニスク）の鉄道会社で同様の職に就いた。1924年までダンツィヒに住み、ポーランド書籍の本屋を営んだ。その後、トルン、ザコパネ、ブィドゴシュチュを転々とした。最後に、ワルシャワで大統領府の仕事を見つけた。
1927年、郷里のクヤヴィ地方に戻り、その11月、ヤロンティで亡くなった。

## 著作
最も有名なのは、1896年の小説『ホモ・サピエンス』である。
- Zur Psychologie des Individuums (1892)
- De Profundis (1895)
- Vigilien (1895)
- Homo Sapiens (1896)
- Die Synagoge des Satan (1897); Synagoga szatana (1899 Polish edition)
- Satans Kinder (1897)
- Das große Glück (1897)
- Epipsychidion (1900)
- Androgyne (1900)
- Totentanz der Liebe (1902)
- Erdensöhne (1905)
- Gelübde (1906)
- Polen und der heilige Krieg (1915)
- Von Polens Seele. Ein Versuch (1917)
- Der Schrei (1918)
- Moi współcześni (1928)